# Алланзиангул Кутлугузин
Алланзиангул Кутлугузин (баш. Алланзиәнғол Ҡотлоғужин) — один из предводителей башкирских восстаний (1735—1740), старшина Айлинской волости.

## Биография
Родился в 1670 году. Являлся старшиной Айлинской волости. 
В июне 1737 года стал предводителем отряда восставших башкир. Осенью 1739 года с ним лично встречался Карасакал-хан, когда предводители восстания узнали, что казахи не хотели поддержать башкир. Алланзиангул вместе с Мандаром Карабаевом и Ярмухаметом Хаджаевом решили сами выдвигать своего хана. Оказывается у него всю зиму и лето жил «шпион турченин» (Карасакал). В феврале 1740 года восстание возобновились в Сибирской дороге, повстанцы действовали против «верных» власти старшин. Во второй половине марта восставшие потерпели поражение, в конце марта Алланзиангул был схвачен и отправлен в ставку князя Урусова, где и умер от истощения. 